# Gönlung Champa Ling
| Tibetische Bezeichnung                          |
| ----------------------------------------------- |
| Tibetische Schrift: དགོན་ལུང་བྱམས་པ་གླིང             |
| Wylie-Transliteration: dgon lung byams pa gling |
| THDL-Transkription: Gönlung Jampaling           |
| Chinesische Bezeichnung                         |
| Vereinfacht: 佑宁寺                             |
| Pinyin:Yòunìng sì                               |

Das Monguor-Kloster Gönlung Champa Ling (tib.: dgon lung byams pa gling; chinesisch 佑宁寺, Pinyin Yòunìng sì) ist eines der vier großen Klöster der Gelugpa in der historischen Region Amdo. Es befindet sich im heutigen Autonomen Kreis Huzhu der Tu der Mongour in der chinesischen Provinz Qinghai und ist ein monastisches Zentrum der Mongour.

## Geschichte des Klosters

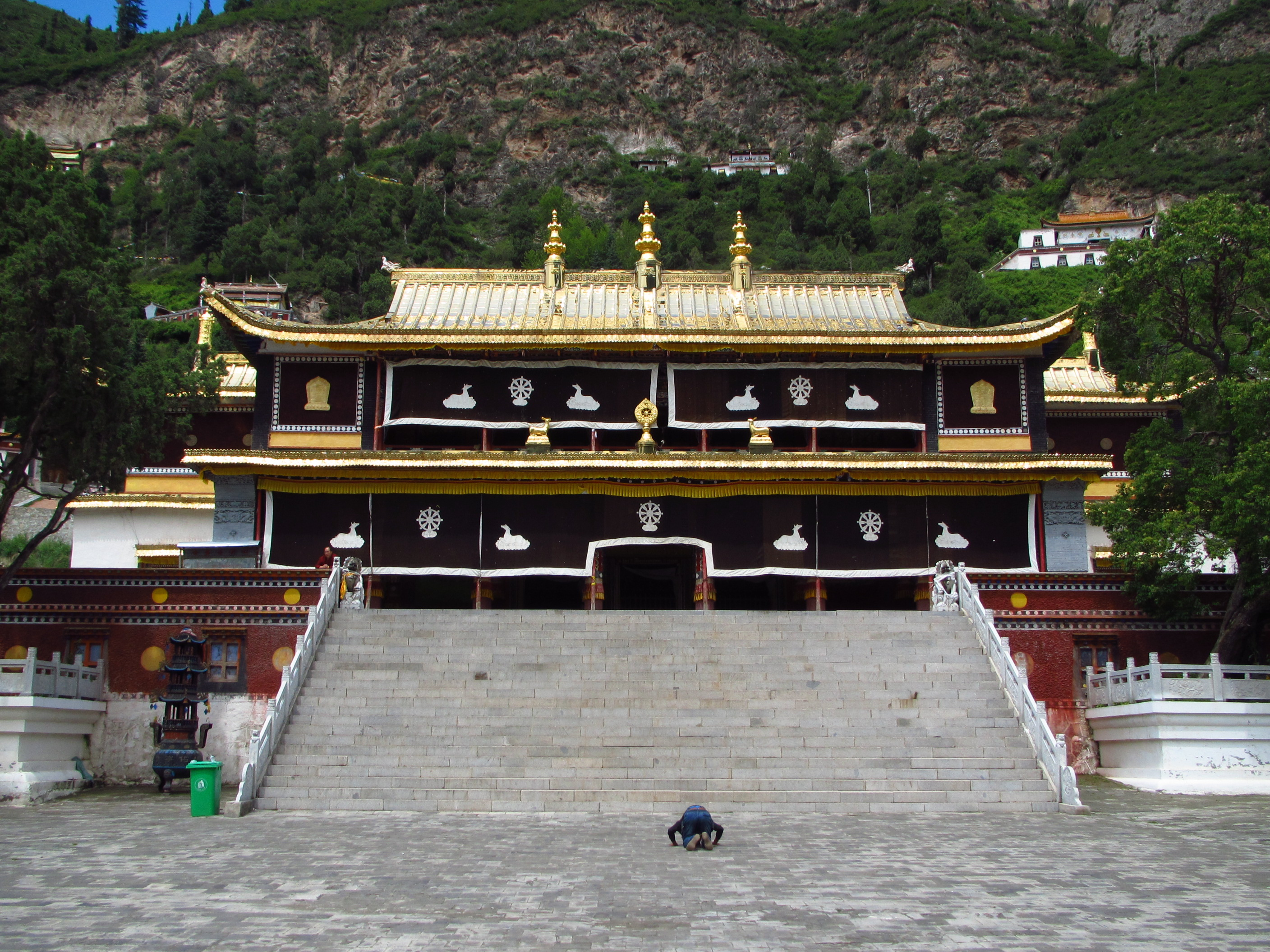
Haupttempel

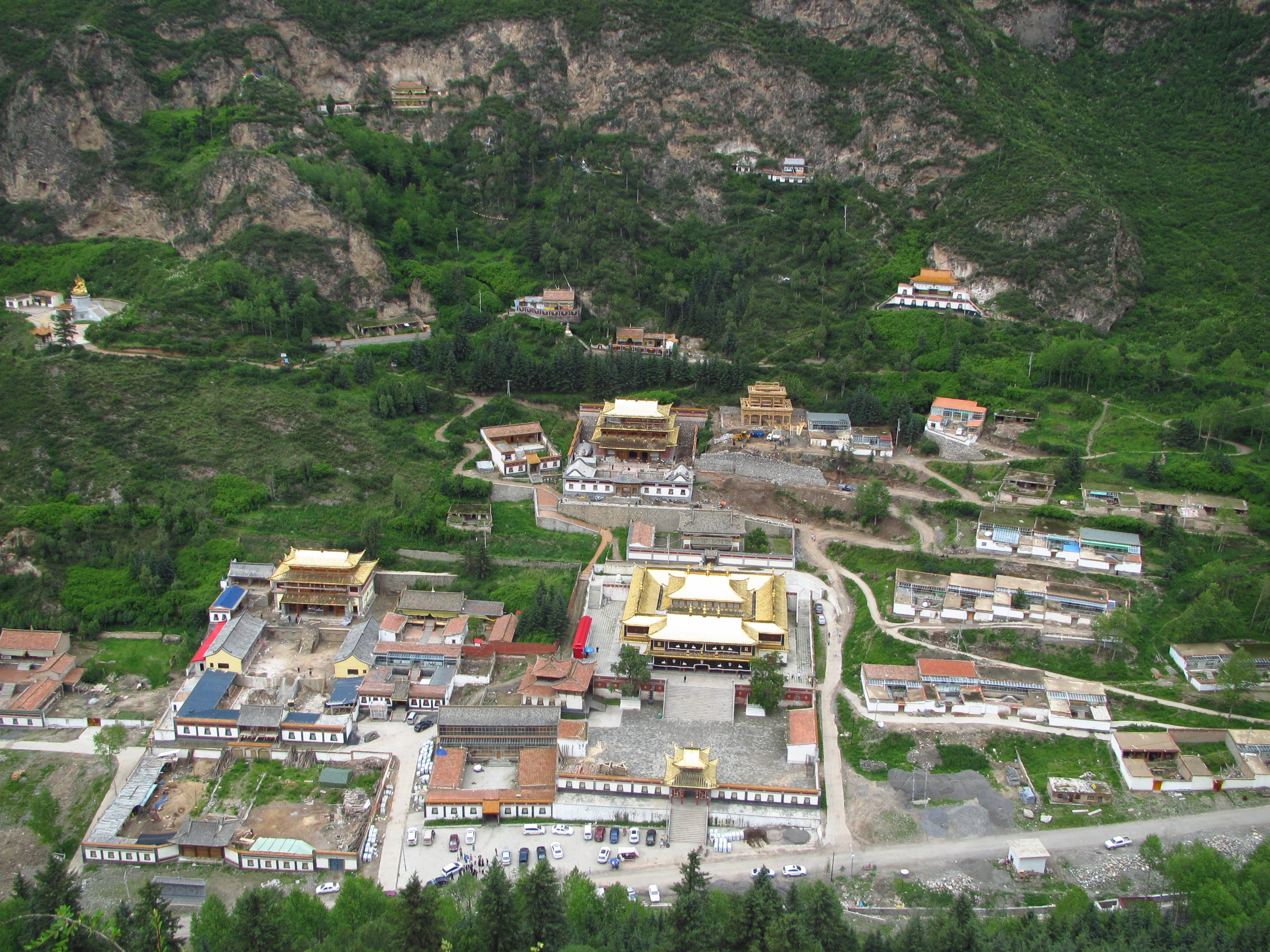
Gesamtansicht

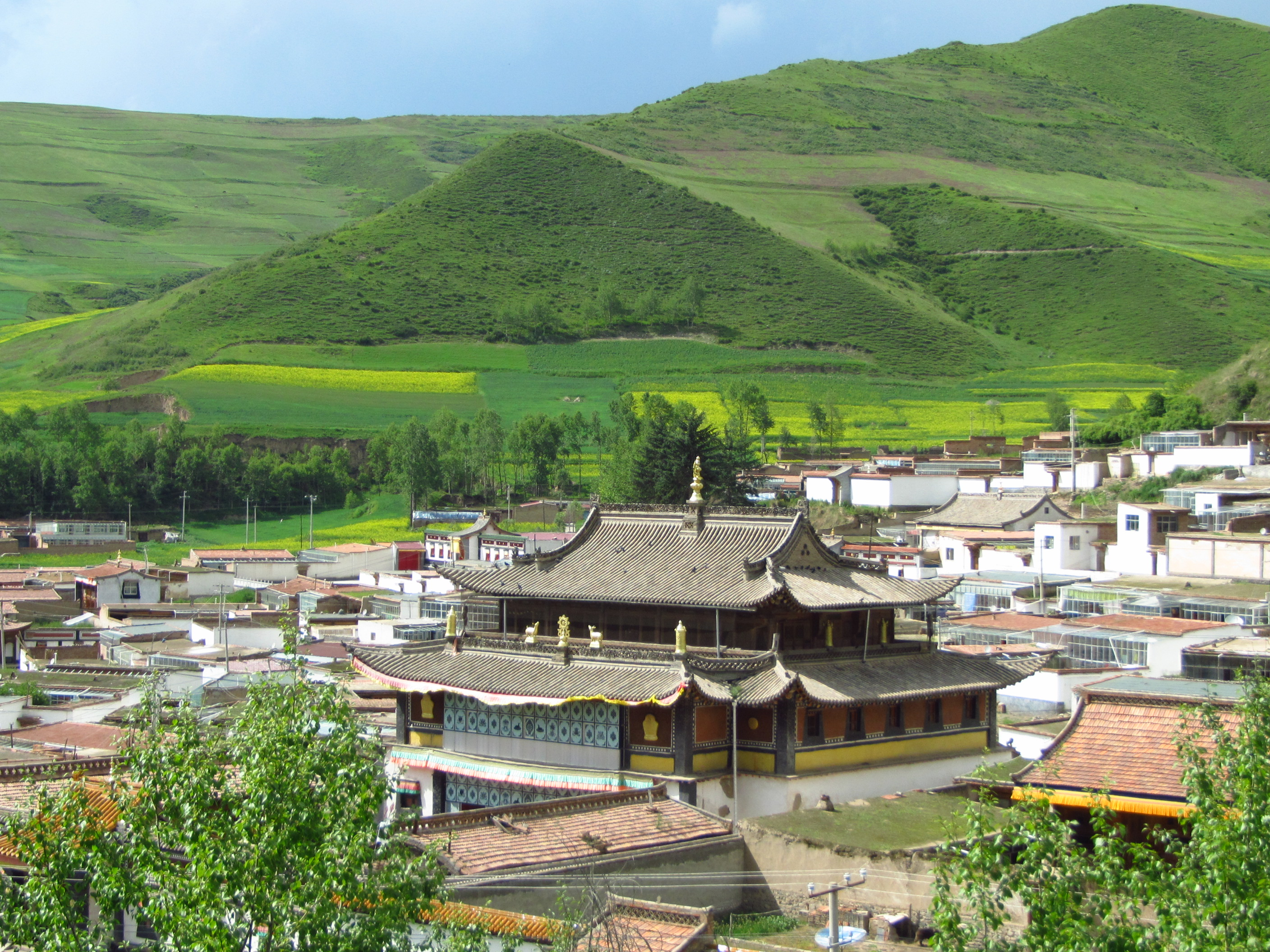
Westtempel

Gönlung Champa Ling wurde auf Veranlassung des 4. Dalai Lama Yönten Gyatsho (1589–1616) und des 1. Penchen Lobsang Chökyi Gyeltshen (1570–1662) im Jahre 1604 von Gyelse Dönyö Chökyi Gyatsho (tib.: rgyal sras don yod chos kyi rgya mtsho; * 16. Jh.) aus dem Kloster Dagpo Dratshang (dwags po grwa tshang) gegründet. Ziel der Klostergründung war die Verbreitung des Buddhismus der Gelug-Schule in diesem von Mongour bevölkerten Teil Amdos.
Kern des Klosters war seine erkenntnistheoretische Abteilung (tib.: mtshan nyid grva tshang), die den Namen Ganden Champa Ling (tib.: dga' ldan byam pa gling) trug. Sie galt als die beste Logik-Schule von ganz Amdo.
Einer der bedeutenden Äbte Gönlung Champa Lings, Dragpa Öser (tib.: grags pa 'od zer; ?–1641), der dem Kloster von 1630 bis 1633 vorstand, wurde als erste historische Persönlichkeit der unter dem Namen Cangkya Qutuqtu bekannten Inkarnationsreihe angesehen. Seine Wiedergeburten waren die bedeutendsten buddhistischen Hofgeistlichen der mandschurischen Kaiser der Qing-Dynastie. Gönlung Champa Ling blieb das Stammkloster dieser bedeutenden Inkarnationen des tibetischen Buddhismus.
Im Jahre 1723 kam es zu einem Aufstand der Qoshoten des Kokonor-Gebiets unter dem mongolischen Fürsten Lobsang Tendzin (tib.: blo bzang bstan 'dzin), einem Enkel des Gushri Khan. Dieser Aufstand hatte das Ziel, die chinesisch-mandschurische Vorherrschaft abzuwerfen. Der Aufstand wurde jedoch innerhalb eines Jahres von dem chinesischen General Nian Gengyao niedergeworfen, wobei einige Klöster im Kokonor-Gebiet zerstört wurden. Während der 2. Cangkya Qutuqtu, der sich als Kind zur Ausbildung in Gönlung Champa Ling aufhielt, rechtzeitig aus dem Kloster mit einigen anderen Mönchen fliehen konnte, wurde das Kloster selbst von den Truppen des Generals Nian Gengyao zerstört. Es wurde im Jahre 1732 wiederaufgebaut.

## Fünf große Inkarnationsreihen
Der erste Abt des Klosters war der 7. Gyelse Rinpoche (rgyal sras), der Abt aus dem Kloster Dagpo Dratshang (dwags po grwa tshang) aus Dagpo. In dem Kloster gibt es fünf große Inkarnationsreihen
- Cangkya (lcang skya; chin. Zhangjia 章嘉),
- Thuken (thu'u bkwan, chin. Tuguan 土观),
- Sumpa (sum pa; chin. Songba 松巴 oder Songbu 松布)[4],
- Chusang (chu bzang; chin. Quezang 却藏/卻藏) und
- (chin.) Wangjia (wa kywa (?); chin. Wangjia 王嘉 oder Wangfo 王佛).

Allen fünf wurde in der Zeit der Qing-Dynastie der Kuutuktu (tib.: ho thog thu)-Titel verliehen, davon residierten die Cangkya (lcang skya)- und Thuken (thu'u bkwan)-Kuutuktus in Peking.

## Klosterabteilungen
Das Kloster umfasste neben seiner erkenntnistheoretischen Studienabteilung noch drei weitere ("Fakultäten") für Tantra,
Astronomie und Medizin sowie 14 Lama-Residenzen, darunter:
- 1. Cangkya Ladrang (tib.: lcang skya bla brang), Lamaresidenz des Cangkya Hutuktu
- 2. Thukan Ladrang Trashi Öbar (tib.: thu'u bkwan bla brang bkra shis 'od 'bar), Lamaresidenz des Thukan Hutuktu
- 3. Sumpa Ladrang (tib.: sum pa bla brang), Lamaresidenz des Sumpa Hutuktu
- 4. Degu Ladrang (tib.: bde rgu bla brang), Lamaresidenz des Degu Hutuktu
- 5. Dowa Ladrang (tib.: rdo ba bla brang), Lamaresidenz des Dowa Hutuktu
- 6. Khyungtsha Ladrang (tib.: khyung tsha bla brang), Lamaresidenz des Khyungtsha Hutuktu
- 7. Likya Ladrang (tib.: li kya bla brang), Lamaresidenz des Likya Hutuktu

## Äbte von 1609 bis 1775
Quelle: 
- 0. Rgyal sras III (?) Don yod chos kyi rgya mtsho
- 1. Sum pa Slob dpon Dam chos rgya mthso (1609–1612)
- 2. Ka ring Dka' bcu pa Phun tshogs rnam rgyal (1612–1617)
- 3. Lhab Chos rje Bkra shis phun tshogs (1617–1621)
- 4. Sum pa Slob dpon Dam chos rgya mtsho (2.x) (1621–27)
- 5. 'Jam pa Chos rje Chos rgya mtsho (1627–1630)
- 6. Lcang skya Chos rje Grags pa 'od zer (1630–1633)
- 7. Sum pa Slob dpon Chung ba Dam chos rgyal mtshan (gest. 1651; 1633–1637)
- 8. 'Dan ma Grub chen Tshul khrims rgya mtsho (1637–1639)
- 9. Chu bzang I Rnam rgyal dpal 'byor (1578–1651; 1639–1648)
- 10. Btsan po pa Don grub rgya mtsho (1648–1650)
- 11. Bsam 'grub sgang pa Blo bzang ngag gi dbang po (1650–1651)
- 12. Ha gdong Don yod rgyal mtshan (1651–1653)
- 13. 'Dan chung bkra shis 'od zer (gest. 1615; 1653–1656)
- 14. Thar po chos rje Bkra shis rgyal mtshan (1657–1661)
- 15. Lu'u kya chos rje Don yod chos grags (1661–1665)
- 16. Bde rgu che ba Dpal ldan rgya mtsho (1665–1672)
- 17. Thu'u bkwan I Blo bzang rab brtan (1672–1675)
- 18. Li kya Dpon slob Blo bzang rgyal mtshan (1675–1680)
- 19. Chu bzang II Blo bzang bstan pa'i rgyal mtshan (1680–1688)
- 20. Lcang skya I Ngag dbang blo bzang chos ldan (1642–1714; 1688–1690)
- 21. Rdo ba Rab 'byams pa Dpal ldan rgya mtsho (1690–93)
- 22. Byang chub sems dpa' Sbyor lam pa Kun dga' rgyal mtshan (alias Bde rgu Chung ba) (1693–1701)
- 23. Stag lung Zhabs drung Blo bzang bstan pa chos kyi nyi ma (1701–1704)
- 24. Thu'u bkwan II Ngag dbang chos kyi nyi ma (1680–1736; 1704–1712)
- 25. Chu bzang II Blo bzang bstan pa'i rgyal mtshan (2.x) (1712–1723)
- 26. 'Dan ma Grub chen II Ngag dbang bstan 'dzin 'phrin las (1723–1724)
- 27. Sum pa Chos rje Phun tshogs rnam rgyal (1729–1734)
- 28. Wang Chos rje grags pa dpal 'byor (1734–1737)
- 29. Khyung tsha Zhabs drung Ngag dbang dbang rgyal (1737–1740)
- 30. Bde dgu III Ngag dbang dge legs rgya mtsho (1740–1743)
- 31. Rgya tig Rab 'byams pa Blo bzang don grub (1743–1746)
- 32. Sum pa Mkhan po Ye shes dpal 'byor (1704–1788; 1746-1749)
- 33. Chu bzang III (?) Ngag dbang thub bstan dbang phyug (1749–1754)
- 34. Li kya zhabs drung II Phun tshogs grags pa bstan 'dzin (1754–1756)
- 35. Sum pa Mkhan po Ye shes dpal 'byor (2.x) (1756–1761)
- 36. Thu'u bkwan III Blo bzang chos kyi nyi ma (1761–1762/3)
- 37. 'Jam dbyangs bzhad pa II Dkon mchog 'jigs med dbang po (1728–1791; 1763)
- 38. Lcang skya II Rol pa'i rdo rje (1717–1786; 1763/64–1769/70)
- 39. Ser lding zhabs drung Ngag dbang chos ldan (1770)
- 40. Thu'u bkwan III Blo bzang chos kyi nyi ma (1771–?)
- 41. Rdo ba Zhabs drung Ngag dbang grags pa rnam rgyal (1775)

## Denkmal
Das Kloster steht seit 2004 auf der Denkmalliste der Provinz Qinghai. Seit 2013 steht es auf der Denkmalsliste der Volksrepublik China.

### Nachschlagewerke
- Cihai („Meer der Wörter“), Shanghai cishu chubanshe, Shanghai 2002, ISBN 7-5326-0839-5

## Chinesische Weblinks
- Youning si - Chinesisch
- Gonlung Jampaling Monastery - Englisch
- Huofo chuanshi fayi jinlan jiasha shizong - Chinesisch
- Youning si - Chinesisch